# 水口翼
水口 翼（みずぐち つばさ、1982年9月8日 - ）は、日本の実業家。株式会社サイブリッジ代表取締役社長。
株式会社fonfun 代表取締役社長。

## 人物
東京都八王子市出身。東京都立南平高等学校を経て、青山学院大学経済学部に入学。大学在学中に結婚した事をきっかけに株式会社シンクマークを起業。社名を株式会社サイブリッジに変更し、代表取締役に就任。
趣味はインターネット、読書。
学校裏サイトなども詳しい。

## 人物・エピソード

### 投資家として
2019年11月にはJASDAQ上場企業であるSHINWA WISE HOLDINGSの自己株式の処分の方法による第三者割当を引き受け同社の大株主となった。

#### もの言う投資家として
2021年4月、東証二部上場企業である光陽社に対して、経営陣によるMBOの公開買付価格935円が資産に対して割安であるとして、自身が経営するサイブリッジ合同会社と連名で1294円への価格見直しの要請を行う。株価はTOB価格を上回って推移し買取価格は1060円に見直しをされる事で経営陣と妥結。一方で別の個人による株式の大量買付により株価は1060円を上回って推移しMBOは不成立となるが、光陽社が持ち分を1060円で買い取りし株式は全て売却する。
これら個人投資家の行動でTOB価格が見直しされた事が注目され、物の言う個人投資家（アクティビスト）として日経電子版に掲載された。